# Cryptocynodon
Cryptocynodon es un género extinto de sinápsidos no mamíferos.